# 久島健一
久島 健一（くじま けんいち、1969年〈昭和44年〉9月25日 - ）は、熊本放送（RKK）の社員。同社メディア総局所属のラジオディレクターで、くーじー名義で専属ラジオパーソナリティも務める。

## 略歴
熊本県鹿本郡植木町（現熊本市北区）出身。
熊本商科大学（現:熊本学園大学）を卒業後の1992年、熊本放送に入社。
入社時はラジオ営業部の営業職で、24歳の若さで東京支社テレビ営業部配属と東京転勤になるが、28歳だった1998年に念願の制作部門（ラジオ制作部）に異動し帰熊、ラジオディレクターとなり、先述の通り「くーじー（Coozy）」等の名義でラジオパーソナリティとしても活動していた。
いち早くインターネットを活用した番組も数多く手掛け、20年先を見通していた人物ともいえる。
地元新聞社熊本日日新聞が発行する「PEAP（女性向け冊子）」に6年の連載有り。また、熊本市の繁華街である上通の「上通STYLE」にもコラムを持っていた。そのほか、LOHAS思想を取り入れたRKKラジオの「HERBプロジェクト」では環境問題を取り上げ、RKKラジオのラジオカー「ミミー号」及びミミーキャスターのマスコットキャラクターを作成したのも彼である(デザインは、むらいけんたろう）。
ラジオ番組「Club Sunday Street」では、番組DJのhugh（熊本竜太・現テレビ熊本報道記者兼アナウンサー）、内包番組を担当していた同局の社外ディレクター増子和由の3人で「hmc」というユニットを組みCDを2枚発表している（後述）。
その後の2009年4月、ラジオ編成制作部内の制作部門から編成部へ異動、編成部門時代の2011年7月-2012年3月にかけて、ラジオ局の公式ブログとFacebookを執筆していたことがある。その後異動となる。
2018年、再独立したラジオ制作部に復帰し「とんでるワイド 大田黒浩一のきょうも元気!」等を担当、同部次長を最後に異動となる。
2020年度はビジネス開発局メディア推進部で活躍、同年、熊日広告賞優秀賞を受賞。同局としては16年ぶりの受賞であり、その16年前の受賞も、久島の作品「AMへ、かえろう。」であった。また、翌年も2年連続で熊日広告賞を受賞している。
2021年4月の人事異動で、当時新規部署であった報道制作局デジタルメディア部へ異動（同部長代理→部長）。TBS系列がスタートさせたデジタルニュースサイト「TBS NEWS DIG」の立ち上げに関わりながら、ニュースをTikTokにUPするなど新しい試みを行い、当時はラジオ畑を離れていたにも関わらず、2000年代後半の第一次ポッドキャストブームの経験者として、2020年代に入ってからの第二次ポッドキャストブームを見据え、RKKラジオの番組「Radioマンガ研究室」の編集、複数の音楽配信サービスへのポッドキャスト配信を行い、時折自身も番組に出演していた。
その後2024年4月からは総務部に異動、総務部長となる。
2025年1月1日付けでラジオ局専門部長に昇任しラジオ制作部に異動し、ラジオ畑へ復帰。同年4月1日付の大規模な組織改編では、メディア総局専門部長として音声コンテンツ担当となり、同時にラジオ番組「塚原まきこの福ミミらじお」のプロデューサーに就任。上述の「Radioマンガ研究室」も引き続き担当する。

## 人物
先述の通り24歳で東京支社に転勤になる迄の間、幼い頃に2年程大分県で暮らした以外は熊本を離れたことがなかったという。
学生時代は大学まで野球部に所属していた（投手）。中学時代は、野球の他にも、陸上部（100m）、柔道部と様々な運動部に借り出され、また、放送部の初代部長も務めていた。
息子も野球経験者で、熊本東リトルシニア時代には、村上宗隆の1学年後輩として、一緒にプレーした先輩後輩の間柄である。また、村上からキャプテンを引き継ぎ、村上世代に続きKAB旗（熊本県内全硬式野球チームトーナメント大会）で、2年連続優勝を成し遂げている。父と同様、熊本学園大学硬式野球部まで野球を続けた。
飲酒・喫煙は、一切しない。趣味は読書（純文学系）と音楽鑑賞で、小沢健二の大ファン。

## 現在の担当番組

### プロデューサーとして
- 塚原まきこの福ミミらじお（2025年4月1日[14] - ）

### ディレクターとして
- Radioマンガ研究室（2021年6月 - ） - Spotify Podcast・YouTube Music・Apple Podcast・Amazon Music・Voicy配信用番組の編集担当。
  - インターネット配信限定で登場することもある他、題材によっては本編にゲスト出演することもある（2020年4月25日放送[17]等）。

## 過去の出演番組
何れもRKKラジオ
代表的なもの
- 大人になれば（2000年10月 - 2007年9月）
- こころの扉（2005年4月 - 2009年3月、「大人になれば」から独立した番組
- だいじょ〜ぶラジオ（2007年10月 - 2009年3月）

他多数

## 過去の担当番組
何れもRKKラジオ

### プロデューサーとして
- とんでるワイド 大田黒浩一のきょうも元気!（プロデューサー兼曜日担当チーフディレクター、2018年 - 2020年3月）[21]

### ディレクターとして
- DJ hughのレディオワイヤード（1998年10月 - 2000年9月）
- コカコーラ・ブックマークにゃ～ご
- Club Sunday Street（1999年10月 - 2003年3月30日）[24]
- 小松士郎＠のほほんラヂオ（1999年 - 2003年3月29日）[6]
- 小松士郎の日刊・朝まる（2003年3月31日 - 2005年4月1日）[6]
- 小松士郎のラジオのたまご（2005年4月4日 - 2009年3月）[6]
- 森明子の空の散歩道

等多数

## ディスコグラフィー
「hmc」名義。
|   | 発売日     | タイトル                             |
| - | ---------- | ------------------------------------ |
| 1 | 2002年10月 | Dear heart〜親愛なる僕らへ〜         |
| 2 | 2003年12月 | For season〜僕は大人になったけれど〜 |